# Gilbert W. Stewart
Gilbert Wright Stewart III (1940) é um matemático estadunidense, que trabalha com álgebra linear numérica.
Stewart obteve um doutorado em 1968 na Universidade do Tennessee, orientado por Alston Scott Householder, com a tese Some Topics in Numerical Analysis. Foi desde a década de 1970 professor da Universidade de Maryland.
É um dos autores do LINPACK, com Jack Dongarra, Cleve Moler e Jim Bunch.
Recebeu o Prêmio Friedrich L. Bauer de 1998.

## Obras
- Selected works with commentaries, Birkhäuser 2010
- Matrix Algorithms, 2 Volumes, SIAM 1998, 2001
- Matrix Perturbation Theory, Academic Press 1990
- Introduction to matrix computations, Academic Press 1973